# 龙狮桥乡
龙狮桥乡，是中华人民共和国安徽省安庆市迎江区下辖的一个乡镇级行政单位。

## 行政区划
龙狮桥乡下辖以下地区：
红旗社区、前进社区、长青社区、机场村、任店村和余桥村。